# 林肯·亞歷山大
林肯·麥考利·亞歷山大 PC CC OOnt CD QC（1922年1月21日—2012年10月19日），加拿大政治人物和律師，1968年至1980年間擔任加拿大國會下議院咸美頓西選區議員，1979年至1980年間擔任聯邦勞工部長，1985至1991年間擔任第24任安大略省省督，為首位擔任上述數項職位的加拿大黑人。

## 早年生活和事業
亞歷山大於1922年在安大略省多倫多出生，母親來自牙買加，在酒店任清潔工人，父親則來自聖文森特和格林納丁斯，在加拿大太平洋鐵路公司任職搬運工人。亞歷山大在多倫多先後就讀格雷伯爵公立學校（Earl Grey Public School）和河谷中學（Riverdale Collegiate）。他十多歲時目睹母親被父親打傷，母親其後攜同他的繼兄遷居紐約市哈林區，而亞歷山大後來亦遷居哈林與母親團聚。
第二次世界大戰展開後，他於1939年返回加拿大並結識伊芳·哈里遜（Yvonne Harrison）；當時尚未達齡入伍的亞歷山大到哈里遜咸美頓家居附近一間生産高射炮的工廠工作。他於1942年徵召加入皇家加拿大空軍，但因視力欠佳未被派赴前線作戰，而被派到加拿大數處地方擔任無線電通訊員。戰後他返回咸美頓，在咸美頓中區中學（Hamilton Central Collegiate）完成中學課程後於1946年升讀麥馬士達大學，主修經濟和歷史，並於1948年與哈里遜結婚；他與哈里遜的獨子於1949年出生。
他於1949年大學畢業後向咸美頓一家鋼鐵公司求職，希望加入該公司的營業部，但因種族關係未被錄用。他改為報讀多倫多的奧斯古法學院（Osgoode Hall Law School），1953年畢業後於咸美頓數家律師樓工作，並於1965年成為御用大律師。

## 國會生涯
亞歷山大在咸美頓本地社區漸具名氣，而在數名加拿大進步保守黨黨員鼓勵下，他於1965年參與聯邦大選，代表該黨競逐加拿大國會下議院咸美頓西選區議席，但以少於2400票之差敗於尋求連任的加拿大自由黨候選人約瑟·馬卡魯索（Joseph Macaluso）。1968年聯邦大選中，亞歷山大再度與馬卡魯索交鋒，今次卻以342票之差擊敗馬卡魯索，成為加拿大首位黑人國會下議院議員。
他於往後四次聯邦大選均成功連任，並於1979年至1980年進步保守黨短暫執政期間獲總理喬·克拉克任為聯邦勞工部長，成為加拿大首位黑人聯邦内閣部長。他於1980年辭去國會議席，改為出任安大略勞工賠償局主席。

## 出任省督
1985年，加拿大總督讓娜·索韋在總理梅隆尼推薦下委任亞歷山大為安大略省省督；他是加拿大首位黑人及非白人省督。他任内專注協助青年及長者，以及對抗種族主義。

## 晚年生活

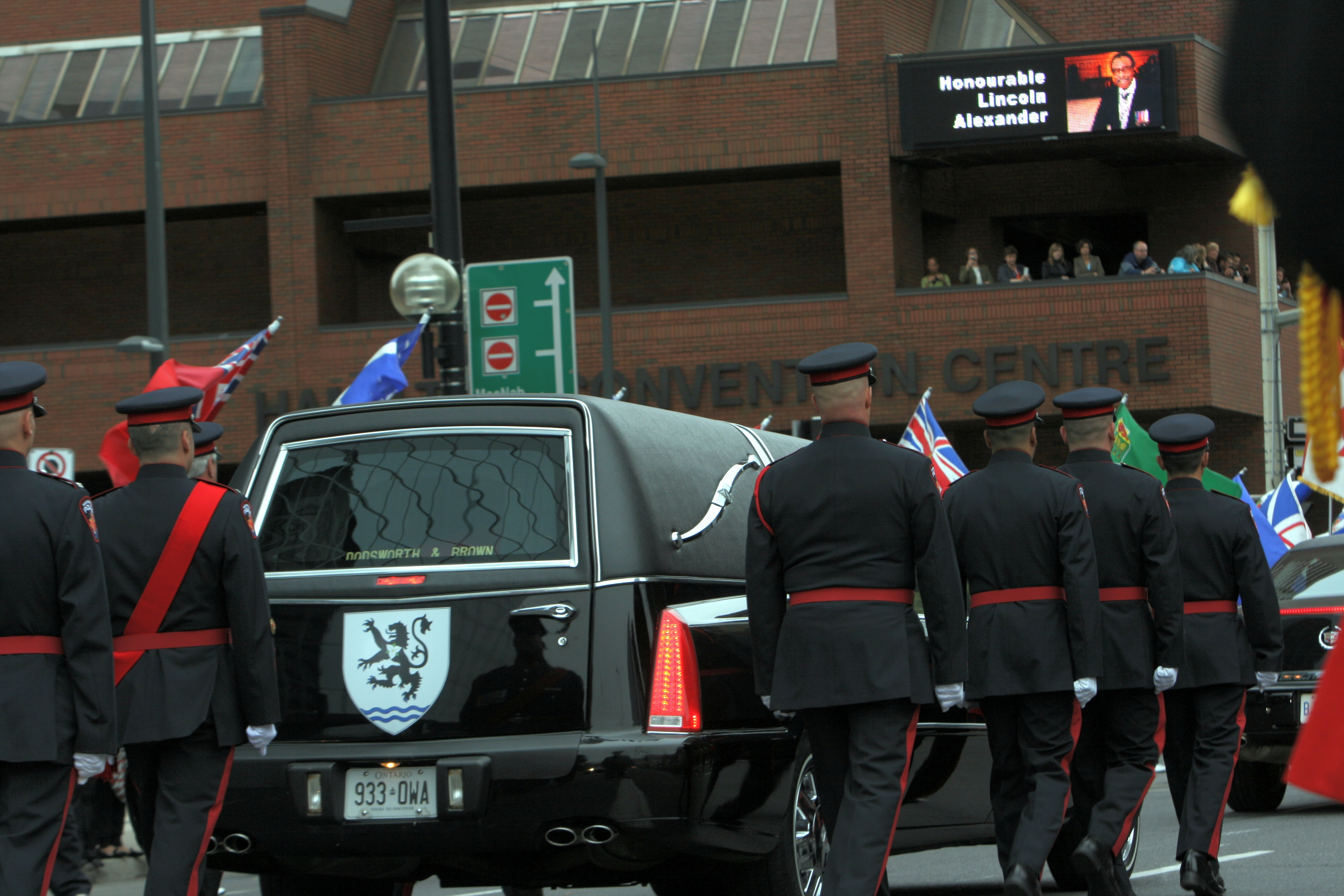
載有亞歷山大靈柩的殯車駛經咸美頓市中心，車尾可見亞歷山大的紋章，而遠處亦可見咸美頓會議中心外牆上的電子告示板展示亞歷山大的遺照（攝於2012年10月26日）

亞歷山大於1991年卸任省督，同年出任貴湖大學校監至2007年，成為該校任期最長的校監；他同時獲封為該校的榮休校監（chancellor emeritus）。他於1992年先後獲勳安大略省勳章和加拿大勳章，並於2000年獲總理克里田任命為加拿大族裔關係基金會（Canadian Race Relations Foundation）主席。
亞歷山大的妻子哈里遜於1999年去世；他於2011年與《咸美頓觀眾報》（Hamilton Spectator）營業代表馬妮·比爾（Marni Beale）結婚。
2012年10月19日，亞歷山大在睡夢中去世，享年90歲。他的靈柩先後停放於安大略省議會大樓和咸美頓市政廳供民眾憑弔。他的葬禮於同月26日在咸美頓以省級葬禮規格進行，有約1500人出席，當中包括總理哈珀、總督約翰斯頓、前總督莊美楷、以及安大略省省長麥堅迪等人。

## 榮譽

亞歷山大的紋章

### 殊勳
| 亞歷山大的綬帶 | 亞歷山大的綬帶 | 亞歷山大的綬帶 | 亞歷山大的綬帶 |
| -------------- | -------------- | -------------- | -------------- |
|                |                |                |                |
|                |                |                |                |
|                |                |                |                |

| 綬帶 | 勳章                           | 注釋                                                                                                  |
|      | 加拿大同伴勳章（C.C.）         | - 1992年4月30日頒發 - 1992年10月21日敘任                                                              |
|      | 聖約翰爵級司令勳章（KStJ）     | - 1985年頒發                                                                                          |
|      | 安大略省勳章（O.Ont.）         | - 1992年頒發                                                                                          |
|      | 加拿大志願軍役獎章             | |
|      | 1939年-1945年戰爭獎章（英國）  | |
|      | 加拿大聯邦成立125週年紀念勳章  | - 1992年頒發 - 亞歷山大為加拿大樞密院成員，在加拿大排名名單之列，遂獲發此勳章。                       |
|      | 伊利沙伯二世金禧獎章（加拿大） | - 2002年頒發 - 亞歷山大為加拿大同伴勳章授勳者和加拿大樞密院成員，在加拿大排名名單之列，遂獲發此勳章。 |
|      | 伊利沙伯二世鑽禧獎章（加拿大） | - 2012年頒發 - 亞歷山大為加拿大同伴勳章授勳者和加拿大樞密院成員，在加拿大排名名單之列，遂獲發此勳章。 |
|      | 加拿大軍隊獎章                 | - 1994年頒發                                                                                          |

### 名譽軍銜
- 1985年11月 – 1996年12月：加拿大軍隊空防司令部第二戰術航空翼名譽上校[18]

### 名譽學位
| 地區     | 日期           | 院校               | 學位             |
| -------- | -------------- | ------------------ | ---------------- |
| 安大略省 | 1986年         | 多倫多大學         | 法學博士（LL.D） |
| 安大略省 | 1987年         | 麥馬士達大學       | 法學博士（LL.D） |
| 安大略省 | 1988年10月28日 | 西安大略大學       | 法學博士（LL.D） |
| 安大略省 | 1990年         | 約克大學           | 法學博士（LL.D） |
| 安大略省 | 1991年5月17日  | 加拿大皇家軍事學院 | 法學博士（LL.D） |
| 安大略省 | 1992年         | 女王大學           | 法學博士（LL.D） |

### 以他命名的事物
獎項
- 安大略省政府：林肯·亞歷山大獎（1993年）[25]
- 安大略省律師會：林肯·亞歷山大獎（2002年）[26]
- 約克大學奧斯古法學院黑人法律生協會：林肯·亞歷山大53年獎（2013年）[27]

學校
- 安大略省咸美頓：林肯·亞歷山大公立學校（1989年）[17]
- 安大略省亞積士：林肯·亞歷山大公立學校（1992年）[17]
- 安大略省萬錦：林肯·亞歷山大公立學校
- 安大略省密西沙加：林肯·亞歷山大中學（2000年）[17]
- 安大略省多倫多：懷雅遜大學林肯·亞歷山大法學院（2021年；該校現名為多倫多都會大學）[28]

其他
- 安大略省士嘉堡：第876林肯·亞歷山大皇家加拿大空軍學員中隊[18]
- 安大略省咸美頓：林肯·亞歷山大園林公路（1997年）[17]
- 安大略省奧里利亞：林肯·亞歷山大大樓（安大略省警察局總部）

### 其他榮譽
- 林肯·亞歷山大日：安大略省議會於2013年11月28日通過，將每年1月21日（即其誕辰）定為林肯·亞歷山大日[17]。加拿大國會亦於2014年通過相近法案，同年12月9日獲御准，2015年起每年1月21日在全國皆為林肯·亞歷山大日[29]。
- 安大略省律師會名譽委員（1992年）[26]
- 安大略省律師會獎章（2002年）[26]

### 備註
1. ↑  具有黑人和白人血統的占士·道格拉斯於1851年和1858年分別獲任為溫哥華島和英屬哥倫比亞總督，但當時該兩處地方並未加入加拿大聯邦。

## 外部連結
- （英文）加拿大國會網站 林肯·亞歷山大議員簡介 （页面存档备份，存于）